# 夏梦
夏梦（1932年2月16日—2016年10月30日），原名杨濛，祖籍江苏苏州，生于上海，香港女演员，活跃于1950年代到1960年代。

## 生平

### 早年
杨濛祖籍苏州，1932年2月16日出生於上海，肖猴。六岁参加《大陆报》举办的“上海儿童摄影比赛”。1947年，杨濛随家人逃难至香港。她先入讀嶺英中學，再与妹妹杨洁考进瑪利諾修院學校继续求学。1949年，在学校英语剧《圣女贞德》中反串表演成功。

### 进入影坛
1950年，经由毛妹（袁仰安之女，后来为电影明星，新新影业台柱）的穿针引线，杨濛被香港长城制片公司负责人袁仰安相中并获邀加盟。「夏梦」乃袁仰安为她所取的艺名，灵感来自莎翁著作《仲夏夜之梦》，同时也因夏梦在当年夏天加入长城，有着冀其梦想成真之含义。夏梦初出茅庐便被导演李萍倩起用，与韩非主演其銀幕的处女作《禁婚记》，虽然影片之女主角当时是为刚离职的李丽华订造的，但初出茅庐的夏梦却把少妇角色演绎得极为讨好。影片推出后大受欢迎，夏梦因此蜚声影坛，受到公司及导演们的重视及栽培，在那时相继主演了《娘惹》、《都会交响曲》、《姊妹曲》等影片，都获得成功。从此，她变成香港左翼国语电影公司的台柱，与石慧、陈思思并称“长城三公主”。1957年，中国文化部成立中国电影工作者联谊会，夏梦當選理事，4月14日，毛澤東在中南海接见了夏梦，当天中南海的联欢会上，周恩来总理向夏梦邀舞。1959年，由《长城画报》主办的「香港国语片十大明星」选举，已入行近十年的夏梦名列第一。曾是金庸的梦中情人。

### 退出影坛
1960年代后期发生了文化大革命，局势一片混乱。由于左翼影业公司在「文革」中失去了领导及中心，因而遭受巨大损失，拍不出片子来。据夏梦说「在那倒行逆施的日子里，我个人在精神上也受到极大打击。我不能不暂时离开「长城」，甚至离开了整个电影圈。我决心在电影的制作方针还没有回到正确轨道以前，即没有回到廖公确定的方针之前，无论如何不能重回电影界。我宁可改行去做成衣业来维持生活。」因此，1967年在拍完《迎春花》后，还未等到影片公映，夏梦便举家移居加拿大，两年后返港，并与夫婿经营制衣厂。

### 重返影坛
文革结束不久后，于1979年1月30日，全国人大常委会副委员长廖承志会见并宴请夏梦和林葆诚夫妇。表示希望夏梦能够再回电影界。夏梦于1979年被邀出席全国文代会，随后创办了青鸟影业公司，担任总监制，重返了她阔别将近十年的电影圈。
青鸟公司的开山之作，是由许鞍华导演的有关越南题材的《投奔怒海》。该片由林子祥出演主角，起用新人刘德华出演主要配角。片名则是夏梦特地请金庸改出来的。影片于1982年上映后，引起强烈反响，并一举夺得了第二届香港电影金像奖的最佳影片、导演、编剧、美术指导等多项荣誉，更在多个国际电影节获得好评。1984年她监制的《似水流年》赢得第四届香港电影金像奖的最佳影片、导演、编剧等六个奖项。
此外，她也活跃于中国政坛上，是第五届到第九届（1980年至1998年）全国政协委员，全国文代会第四、五届文联委员和代表，此外，她也曾担任华南电影工作者联合会的会长。
2016年10月28日凌晨，夏夢於香港沙田威爾斯親王醫院逝世，享寿84歲。華南電影工作者聯合會會長及銀都機構透過其家人證實消息，並發訃聞指「夏夢女士的離世，誠然是香港電影史上的一大缺失」。

## 表演成就
夏梦从影17年，拍摄影片约40部，除了长城影业外，夏梦也时常被借聘到凤凰影业拍片。夏梦在演技上刻苦钻研，她以松弛、凝炼、朴实自然的表演风格，主演了各式各样的角色。外型宜古宜今的夏梦，不论饰演大家闺秀或风尘女子，贤妻良母或青春少女，都能使角色熠熠生辉。夏梦身高170厘米，这在当时女演员中也是少见的。加上香港左翼影业在影片制作上以认真严谨著称，因此夏梦所拍摄影片多属可观性强及具水准的作品。
长城凤凰导演李萍倩说：“夏梦镜头前适应能力强，能够准确展现人物内心世界，是一位天才的演员。”
在夏梦所主演的影片当中，古装片《孽海花》在400余部参加第五届爱丁堡国际电影节的电影中脱颍而出，成为获展映的19部影片之一，也是参与国际香港第一部参与国际电影节的作品。另一部古装片《绝代佳人》，于1957年获中国文化部优秀影片荣誉奖。而在影片《新寡》中，夏梦所饰的方湄以自然、细腻而内敛的表演，将其心理变化揭示得层次鲜明，堪称其代表作，曾被《北京日报》等单位选为十部优秀影片之一。有鉴于她长于扮演端庄贤淑的少妇形象的特点，在1963年，夏衍专门为她将巴金的小说《憩园》改编成电影剧本，摄制成影片《故园春梦》。由朱石麟导演的古装悲剧片《同命鸳鸯》，被香港影评协会评为中国最佳电影之一。她的代表作还有《姐妹曲》、《日出》、《眼儿媚》、《抢新郎》等。纵使夏梦因隶属左翼影业公司而未能参与影展等相关项目角逐影后，然而这并不影响项目在电影上的辉煌成就。
夏梦本身对京剧程派青衣极有研究，不过却对越剧不熟悉。因此当长城公司要开拍越剧电影时，虽然影片均有越剧名角幕后代唱，但是为了演好越剧，她亲自到上海越剧院拜师学习，经过苦学和精心地磨练，她所演的《三看御妹刘金定》、《金枝玉叶》，《烽火姻缘》等越剧影片，动作优美，身段轻盈袅娜，水袖翻飞自如，在《王老虎抢亲》中她反串周文宾，潇洒倜傥，男扮女装时还不时流露出男子气概，影片至今依然叫人津津乐道。

## 电影作品
| 上映年份       | 电影名         | 角色     |
| 1951年8月21日  | 禁婚记         | 杨霞芝   |
| 1952年1月1日   | 一家春         | 洪淑芬   |
| 1952年1月26日  | 新红楼梦       | (客串)   |
| 1952年6月1日   | 娘惹           | 杨永芬   |
| 1953年1月1日   | 花花世界       | 魏妻     |
| 1953年2月14日  | 孽海花         | 敫桂英   |
| 1953年3月19日  | 门             | 孔美凤   |
| 1953年7月3日   | 白日梦         | 王帼英   |
| 1953年9月21日  | 绝代佳人       | 如姬     |
| 1954年2月2日   | 欢喜冤家       | 张清萍   |
| 1954年3月19日  | 都会交响曲     | 兰丝     |
| 1954年7月29日  | 姊妹曲         | 陆黛妮   |
| 1955年7月14日  | 不要离开我     | 穆桑青   |
| 1956年9月12日  | 日出           | 白露     |
| 1956年9月18日  | 三恋           | 白伊雯   |
| 1956年10月11日 | 新婚第一夜     | 林芬     |
| 1956年12月21日 | 新寡           | 方湄     |
| 1957年5月4日   | 望夫山下       | 刘宛琳   |
| 1957年7月24日  | 逆旅风云       | 小娇红   |
| 1957年10月31日 | 春归何处       | 张明     |
| 1958年2月22日  | 眼儿媚         | 严尔梅   |
| 1958年9月3日   | 抢新郎         | 张彩凤   |
| 1958年10月2日  | 绿天鹅夜总会   | 裘琳     |
| 1958年11月21日 | 夫妻经         | 张静芬   |
| 1959年2月14日  | 甜甜蜜蜜       | 丁蕙兰   |
| 1959年7月15日  | 豪门夜宴       | 宴会宾客 |
| 1959年12月31日 | 称心如意       | 宛芬     |
| 1960年3月1日   | 王老虎抢亲     | 周文宾   |
| 1960年3月11日  | 碧波仙侣       | 金牡丹   |
| 1960年4月29日  | 香闺春情       | 素萱     |
| 1960年11月24日 | 佳人有约       | 方菲     |
| 1960年12月30日 | 同命鸳鸯       | 柳氏     |
| 1961年11月10日 | 满园春色       | 凌娣娣   |
| 1962年4月18日  | 三看御妹刘金定 | 刘金定   |
| 1963年3月13日  | 雪地情仇       | 银珠     |
| 1963年12月28日 | 董小宛         | 董小宛   |
| 1964年2月12日  | 金枝玉叶       | 升平公主 |
| 1964年8月12日  | 故园春梦       | 万昭华   |
| 1965年12月23日 | 烽火姻缘       | 佘赛花   |
| 1967年2月8日   | 白领丽人       | 姜玉华   |
| 1968年3月7日   | 迎春花         | 春花     |